# Zaburzenia różnicowania komórkowego
Zaburzenia różnicowania komórkowego – w patomorfologii podgrupa zmian postępowych obejmująca:
- metaplazję
- anaplazję
- kataplazję
- dysplazję (narządową) - rozumianą jako stopniowa przebudowa narządu dotychczas prawidłowego (np. choroba Pageta - kości lub choroba Reclusa - sutka)
- dysembrioplazję, czyli zmianę architektoniki narządu w trakcie życia płodowego (zaburzenie rozwojowe).